# Bahmani Szultanátus
1347–1527 között a Bahmaní szultanátus (angolosan: Bahmanid) volt az első független muszlim állam a Dekkán-fennsíkon. Fővárosa Ahszanabad (majd később: Gulbarga, mai nevén  ಕಲಬುರಗಿ,  Kalaburagi) (1347–1425) majd Muhammad-ábád (Bídar, ma Karnátaka állam) (1425-1527).

## Története
Názir ud-Dín Iszmáíl Sáh fellázadt Muhammad b. Tuglaq Delhi szultánja ellen, majd visszalépett Zafar Khán javára, aki felvette az Alá'-ud-Dín Hasszan Bahman Sáh címet és sikerre vitte a lázadást. Egy független Bahmanida birodalmat alapított a Delhi szultanátus déli részén. Dél-India feletti hegemóniáért a Vidzsajanagara birodalommal (1336–1646) vetekedett délen. A szultanátus hatalmának csúcsát Mahmúd Gawan (1466-1481) nagyvezér idejében érte el. 1518 után a szultanátus 5 államra hullott szét: Ahmadnagari Szultanátusra, Gólkóndára, Bídárra, Berárra és Bidzsápurra ('Győzelem városa' vö. Vidzsajanagara). Ezek együttesen, mint a Dekkán szultanátusok ismertek.
A legjelentősebb személyisége a Bídar korszaknak, amikor itt volt a főváros, Mahmúd Gawan volt, aki több uralkodót szolgált mint miniszterelnök és generális 1461 és 1481 között. Visszafoglalta Goát a Vidzsajanagar birodalomtól. Ezután a birodalom tengerparttól tengerpartig terjedt. Figyelemre méltó adminisztratív reformokat is bevezetett és sok régiót közvetlenül irányított. Az államkincstár állapota is jelentősen javult. Ám ez az átgondolt szervezés véget ért, amikor udvari ármányok áldozata lett és a császár kivégeztette. Mikor a szultán felismerte tévedését, egy éven belül halálra itta magát és ez jelentette a szultanátus végének kezdetét.
Gawan halála után különböző frakciók versengtek a hatalomért az uralkodói udvarban és ennek csak a dinasztia bukása vetett véget. Indiai muszlim udvaroncok és generálisok uszítottak az idegenek, arabok, törökök és perzsák ellen. Az utolsó szultánnak, Mahmúd Sáhnak (1482 – 1518) már semmilyen tekintélye nem volt és országának feldarabolása felett tehetetlenül bábáskodott. A négy legnagyobb tartomány kormányzói kikiáltották függetlenségüket: Bidzsápur (1489), Ahmadnagar és Bérár (1491), Bídar (1492) és Gólkónda (1512). Bár a Bahman szultánok Bídarban éltek 1527-ig, de csak bábok voltak Bídar igazi uralkodói, a Barid Sáhok kezében volt.
Bidzsápur valósult a legterjeszkedőbbnek az utódállamok közül és annektálta Bídart. Ahmadnagar és Gólkónda megtartották függetlenségüket, de végül Bidzsápurral karöltve kényszerültek küzdeni Vidzsajanagarral szemben. Ahmadnagar elfoglalta Bérárt, mielőtt a Mogulok bekebelezték. A Dekkáni harcokba bonyolódott Bidzsápurtól a portugálok elragadták Goát 1510-ben, amely többször is eredménytelenül próbálkozott 1570-ig azt visszaszerezni. Vidzsajanagar harcba lépett Bidzsápurral, ám amikor a Dekkán szultanátusok egyesítették erejüket, döntő vereséget mértek rá 1565-ben, hogy azután a Mogulok sorra igázzák le őket.
A Dekkán szultanátusok a Delhi Szultanátus Dél-Indiából való kivonulásának köszönhették létüket. Végül a Mogul Birodalom kebeletze be őket, amely valamivel korábban eltörölte a Delhi Szultanátust.

## Kultúra
A Bahmaní-dinasztia tagjai úgy hitték, hogy a legendás Bahmán perzsa király leszármazottai. Pártfogolták a perzsa nyelvet, kultúrát és irodalmat, sőt a dinasztia egyes tagjai perzsául alkottak. A szultanátus, természetesen, merített az indiai, regionális kultúrából is.

## A Bahmani Sahok listája
| Uralkodó címe | Uralkodó neve                                                                       | Uralkodott                              |
| --- | ----------------------------------------------------------------------------------- | --------------------------------------- |
| Függetlenség a Delhi szultanátustól |                                                                                     |                                         |
| Alá'-ud-Dín Bahman Sáh علاء الدین حسن بہمن شاہ | Alá'-ud-Dín Bahman Sáh حسن گنگو                                                     | 1347. augusztus 3. – 1358. február 11.  |
| Sáh شاہ | I. Muhammad Bahmaní Sáh محمد شاہ بہمنی                                              | 1358. február 11. – 1375. április 21.   |
| Alá'-ud-Dín Mudzsáhid Sáh علاء الدین مجاہد شاہ | Mudzsáhid Bahmaní Sáh مجاہد شاہ بہمنی                                               | 1375. április 21. – 1378. április 16.   |
| Sáh شاہ | Dávúd Bahmaní Sáh داود شاہ بہمنی                                                    | 1378. április 16. – 1378. május 22.     |
| Sáh شاہ | II. Muhammad Bahmaní Sáh محمود شاہ بہمنی                                            | 1378. május 21. – 1397. április 20.     |
| Sáh شاہ | Gijász ud-dín Bahmaní Sáh عیاث الدین شاہ بہمنی                                      | 1397. április 20. – 1397. június 14.    |
| Sáh شاہ | Samsz ud-dín Bahmaní Sáh شمس الدین شاہ بہمنی Bábkirály Lacsin Türk Khán alatt       | 1397. június 14. – 1397. november 15.   |
| Tádzs ud-Dín Fíróz Sáh تاج الدین فیروز شاہ | Fíróz Khán فیروز خان                                                                | 1397. november 24. – 1422. október 1.   |
| Sáh شاہ | Ahmad Válí Bahmaní Sáh احمد شاہ ولی بہمنی                                           | 1422. október 1. – 1436. április 17.    |
| Alá' ud-Dín Ahmad Sáh علاء الدین احمد شاہ | Alá' ud-Dín Ahmad Bahmaní Sáh علاء الدین احمد شاہ بہمنی                             | 1436. április 17. – 1458. május 6.      |
| Alá' ud-Dín Humájún Sáh علاء الدین ھمایوں شاہ | Humájún Zálim Bahmaní Sáh ھمایوں شاہ ظالم بہمنی                                     | 1458. május 7. – 1461. szeptember 4.    |
| Sáh شاہ | Nizám Bahmaní Sáh نظام شاہ بہمنی                                                    | 1461. szeptember 4. – 1463. július 30.  |
| Muhammad Laskar Sáh محمد شاہ لشکری | III. Muhammad Bahmaní Sáh محمد شاہ بہمنی دوئم                                       | 1463. július 30. – 1482. március 26.    |
| Vírá Sáh ویرا شاہ | II. Mahmúd Bahmaní Sáh محمود شاہ بہمنی دوئم                                         | 1482. március 26. – 1518. december 27.  |
| Sáh شاہ | II. Ahmad Bahmaní Sáh حمد شاہ بہمنی دوئم Bábkirály I. Barid emír alatt              | 1518. december 27. – 1520. december 15. |
| Alá' ud-Dín Sáh علاء الدین شاہ | II. Alá' ud-Dín Bahmaní Sáh علاء الدین شاہ بہمنی دوئم Bábkirály I. Barid emír alatt | 1520. december 28. – 1523. március 5.   |
| Sáh شاہ | Válí-ullah Bahmaní Sah ولی اللہ شاہ بہمنی Bábkirály I. Barid emír alatt             | 1522. március 5. – 1526                 |
| Sáh شاہ | Kalím-ullah Bahmaní Sáh کلیم اللہ شاہ بہمنی Bábkirály I. Barid emír alatt           | 1525–1527                               |
| A Szultánság feloszlatása 5 királyságra, nevezetesen; Bidar Szultánság; Ahmednagar Szultánság; Bidzsápur Szultánság; Gólkóndá Szultánság és Berár Szultánság . |                                                                                     |                                         |

## Fordítás
Ez a szócikk részben vagy egészben  a   Bahmani Sultanate című angol Wikipédia-szócikk ezen változatának fordításán alapul.  Az eredeti cikk szerkesztőit annak laptörténete sorolja fel. Ez a jelzés csupán a megfogalmazás eredetét és a szerzői jogokat jelzi, nem szolgál a cikkben szereplő információk forrásmegjelöléseként.